# Isabel Hoving
Isabel Hoving (Amsterdam, 1955) is universitair hoofddocent aan het Leiden University Centre for the Arts in Society en schrijfster van jeugdboeken.

## Levensloop
Isabel Hoving werd geboren in Amsterdam. Haar vader was musicus; haar moeder Ankie Peypers, letterkundige. Hoving volgde een kunstopleiding en deed vervolgens de lerarenopleiding. In 1978 werd zij lerares in het secundair onderwijs. Zij werd in die tijd actief in de Nederlandse vrouwenbeweging.
Hoving gaf uiteindelijk haar baan als lerares op om fulltime literatuurwetenschap te studeren en bracht enkele maanden door in Senegal, West-Afrika voor een onderzoeksproject. Zij promoveerde in 1995 cum laude aan de Universiteit van Amsterdam met een proefschrift over de meerstemmige literatuur van Caribische migrantenvrouwen (promotor Mieke Bal). Hoving werkt aan de Universiteit Leiden en is gespecialiseerd in cultuurwetenschappen en genderstudies.
Naast haar universitaire loopbaan schrijft Hoving jeugdboeken. Haar eerste boek De gevleugelde kat kreeg binnen een paar maanden enkele herdrukken en werd in verschillende talen vertaald. In 2003 werd het boek bekroond met de Gouden Zoen.

### Jeugdboeken
- De een na laatste dood van het meisje Capone. Amsterdam: Querido, 2015.
- Het boek van het vuur 1: Het verbond van de Bliksems. Amsterdam: Querido, 2010.
- Het Boek van het Vuur 2: De vulkaan van Wageningen. Amsterdam: Querido, 2010.
- De gevleugelde kat. Amsterdam: Querido Uitgevers, 2002.

- Bibliothèque nationale de France: cb14522493d (data)
- Digitale Bibliotheek voor de Nederlandse Letteren: hovi002
- Gemeinsame Normdatei: 129340561
- International Standard Name Identifier: 0000 0000 7842 8200
- Library of Congress Control Number: n00043197
- Nationale Bibliotheek van Tsjechië: xx0195120
- Nationale Bibliotheek van Israël: 987007501458605171
- Nederlandse Thesaurus van Auteursnamen: 071275371
- Système universitaire de documentation: 081783698
- Virtual International Authority File: 22376880
- WorldCat: E39PBJxWRKQMghW8TFDrYJqPcP